# Хотару (Олт)
Хотару (рум. Hotaru) — село у повіті Олт в Румунії. Входить до складу комуни Грождібоду.
Село розташоване на відстані 165 км на південний захід від Бухареста, 75 км на південь від Слатіни, 72 км на південний схід від Крайови.

## Населення
За даними перепису населення 2002 року у селі проживали 777 осіб, усі — румуни. Усі жителі села рідною мовою назвали румунську.